# Първи пехотен софийски полк
Първи пехотен софийски на Негово Височество Княз Александър I полк е български пехотен полк, част от Първа пехотна софийска дивизия.

## Формиране
Първи пехотен софийски полк е формиран под името Първи пеши софийски полк с Указ № 41 от 12 октомври 1884 година от Софийска № 1, Тетевенска № 5 и Плевенска № 6 пеши дружини с щаб в София. След образуването на полка, дружините получават наименования съответно 1-ва, 2-ра и 3-та. Взема участие в Сръбско-българската война (1885), като в състава му влизат четири редовни дружини, една запасна и един ученически легион. Заедно с 2-ри пехотен струмски полк образува Първа пеша бригада.  За знаме на полка е определено знамето на 1-ва пеша Софийска дружина. През 1892 година полкът е преименуван на 1-ви пехотен софийски полк.

## Балкански войни (1912 – 1913)
В Балканската война (1912 – 1913) заедно с Шести Търновски полк, Първи полк образува първа бригада на Първа софийска дивизия. На 9 октомври 1912 г. полкът започва сражението при Гечкинли и Селиолу с превъзхождащи го турски сили. Макар и с много жертви на 9 и 10 октомври полковете от Първа софийска бригада, подпомогнати от Втора бригада от Четвърта преславска дивизия, отблъскват турските части. Полкът губи 27 убити или ранени офицери и 866 войници.  Взема участие и в боевете при Люлебургаз, Чаталджа, Кадъкьой и Албасан.
По време на Междусъюзническата война (1913) в бой с въоръжени местни жители рота от 1-ви пехотен софийски полк участва в опожаряването на Триград, тогава с помашко население.

## Първа световна война (1915 – 1918)
През Първата световна война (1915 – 1918), през септември 1915 г. полкът е отново мобилизиран и влиза в състава на 1-ва бригада от 1-ва пехотна софийска дивизия.
Към 1 октомври 1915 г. полкът разполага със следния числен състав, добитък, обоз и въоръжение:
| Числен състав                                       | Добитък   | Обоз                                                    | Въоръжение                           |
| --------------------------------------------------- | --------- | ------------------------------------------------------- | ------------------------------------ |
| Офицери: 80 Чиновници: 4 Подофицери и войници: 4412 | Коне: 474 | Обикновени коли: 61 Товарни коли: 271 Специални коли: 4 | Пушки и карабини: 4311 Картечници: 4 |

От 1 до 8 октомври 1915 г. полкът участва в боевете при Лазаров камък, Корабул, Градище и Триножник, след което до 14 октомври в боевете при Драганов връх и Дренова врата.
През 1916 година полкът, както и останалите подразделения на Първа дивизия, е включен в състава на Трета армия, която воюва срещу румънски, руски и сръбски сили в Добруджа. На 5 септември 1916 г., по време на атаката на Тутракан Първи полк се отличава при превземането на укрепление № 8 в Третия сектор на крепостта и пробива на главната румънска отбранителна линия.
В преследването на румънските войски, на 25 октомври 1916 година Първи полк пръв от българските и съюзническите войскови единици влиза в град Черна вода в Северна Добруджа и заема моста на река Дунав.
Полкът участва в Букурещкото настъпление. Особено тежки боеве води между 2 и 6 декември 1916 година, когато при Комана край Букурещ отблъсква настъпващи руски части.
През 1917 година Първи полк е предислоциран на Южния (Македонския) фронт, където се сражава до Солунското примирие. Съгласно сключената конвенция между българското правителство и Съглашението на 2 октомври 1918 година полкът е в плен на френското командване, от който плен се завръща на 17 ноември същата година.

## Между двете световни войни
На 19 декември 1920 година с указ № 96 и в изпълнение на клаузите на Ньойския мирен договор полкът е реорганизиран в 1-ва пехотна софийска дружина. През 1928 година от дружината и 1-ва жандармерийска дружина се формира отново 1-ви пехотен софийски полк, въпреки че, до 1938 година носи явното наименования дружина.

## Втора световна война (1941 – 1945)
По време на Втората световна война (1941 – 1945) полкът първоначално е на Прикриващия фронт (януари 1941 – 22 септември 1941) в района на село Левка, през май 1944 година отново е мобилизиран и отново се намира на Прикриващия фронт, но този път в района между реките Арда и Марица. През септември 1944 година е дислоциран на западната граница и взема участие в първата фаза на т.нар. „Отечествена война“, като води боеве при Страцин, Крива паланка и Куманово.
По времето когато полкът е на фронта (1912 – 1913, 1915 – 1918, 1944) или на Прикриващия фронт на негово място в мирновременния му гарнизон се формира 1-ва пехотна допълваща дружина, като към нея са зачислени гвардейската дружина и ЖП комендантства в района на София.
С указ № 6 от 5 март 1946 г. издаден на базата на доклад на Министъра на войната № 32 от 18 февруари 1946 г. е одобрена промяната на наименованието на полка от 1-ви пехотен софийски на Н.В. Княз Александър I полк на 1-ви пехотен софийски полк.
Наследник на полка се явява 48-и мотострелкови полк.

## Наименования
През годините полкът носи различни имена според претърпените реорганизации:
- Първи пеши софийски на Н.В. Княз Александър I полк (12 октомври 1884 – 1892)
- Първи пехотен софийски на Н.В. Княз Александър I полк (1892 – 19 декември 1920)
- Първа пехотна софийска на Н.В. Княз Александър I дружина (19 декември 1920 – 1928)
- Първи пехотен софийски на Н.В. Княз Александър I полк (1928 – 5 март 1946)
- Първи пехотен софийски полк (от 5 март 1946 г.)

## Командири
Званията са към датата на заемане на длъжността.
| № | звание       | име                    | дати                      |
| - | ------------ | ---------------------- | ------------------------- |
|   | Подполковник | Андрей Всеволожски     | до 11 септември 1885      |
|   | Капитан      | Христо Попов           | от 11 септември 1885      |
|   | Майор        | Васил Кутинчев         | 1888 – 1 януари 1893      |
|   | Подполковник | Ангел Панев            | ноември 1894 – 1898?      |
|   | Полковник    | Перикъл Енчев          | към 1904                  |
|   | Подполковник | Станю Топалов          | 1907                      |
|   | Полковник    | Никола Жеков           | 7 март 1910 – 1 март 1912 |
|   | Подполковник | Иван Мотикаров         | Балканска война           |
|   | Полковник    | Димитър Маринов        | 1912 – 1913               |
|   | Подполковник | Георги Долапчиев       | от 1915                   |
|   | Полковник    | Велизар Лазаров        | март 1916 – 1918          |
|   | Полковник    | Тодор Георгиев         | 1923 – 1926               |
|   | Подполковник | Николай Кюркчиев       | 1934 – 1934               |
|   | Подполковник | Владимир Йорданов      | от 1935                   |
|   | Полковник    | Богдан Събев           | 1938 – 1942?              |
|   | Подполковник | Константин Дончев      | от 14 септември 1944      |
|   | Полковник    | Тотю Данов             | от 1945                   |
|   | Полковник    | Петър Филипов Абаджиев | към 1946                  |

Други командири: Никола Михайлов

## В мемоарната литература
На пътя на полка през 1916 – 1917 година са посветени спомените на Досю Драганов „Бѣх на война“.

## Галерия
Снимки по време на Сръбската кампания през Първата световна война, 1915 г. Част от албум, подарен на „обичания ни главнокомандващ г-н генерал-майор Жеков“ от офицерите на полка